# Enrico di Cornovaglia
(Dante Alighieri, Inferno XII, 120)
Enrico di Cornovaglia, in inglese Enrico d'Allemagna per le relazioni con la Germania del padre (Haughley, 2 novembre 1235 – Viterbo, 13 marzo 1271), era figlio di Riccardo di Cornovaglia, re dei Romani, e nipote del re Enrico III d'Inghilterra.

## Biografia
Nato nel castello di Haughley (facente parte della contea di Suffolk), essendo cugino sia di Enrico III che di Simone V di Montfort si ritrovò suo malgrado immischiato nella seconda guerra dei baroni. Si schierò con i realisti e fu tra i prigionieri fatti a Lewes nel 1264, ma venne in seguito rilasciato.
Il 5 maggio 1269 presso il castello di Windsor Enrico sposò la nobile Costanza di Béarn, i due non ebbero figli e l'erede al titolo paterno passò al suo fratello minore Edmondo. Nel 1268 gli era stato chiesto di andare dalla Sicilia, dove si trovava insieme ai combattenti dell'ottava crociata, in missione in Guascogna, per pacificare la regione, che viveva in una sorta di anarchia. Partì allora con Filippo III di Francia e Carlo d'Angiò al seguito del corteo funebre che riportava in Francia i resti di Luigi IX, morto da crociato in Tunisia.
Il 13 marzo del 1271, durante una lunga sosta del corteo a Viterbo, mentre stava assistendo alla messa nella chiesa di San Silvestro, venne improvvisamente raggiunto dai cugini Guido e Simone di Montfort il Giovane, i quali desideravano vendicarsi su di lui dell'affronto subito dal re d'Inghilterra Enrico III, che aveva ucciso loro sia il padre che il fratello nella battaglia di Evesham, mutilando successivamente i loro cadaveri.
Enrico fu brutalmente ucciso con ferite da spada mentre cercava di rifugiarsi sull'altare, in un delitto che provocò anche alcune vittime innocenti (i due chierici che assistevano il celebrante) e che, per l'efferatezza e per la profanazione del luogo sacro, destò molto scalpore in tutta Europa, anche perché proprio in quei giorni si stava ancora svolgendo a Viterbo il celebre, lunghissimo conclave che portò all'elezione di Gregorio X dopo ben 1006 giorni di sede vacante.
Dante Alighieri riprese l'episodio con una parafrasi per indicare Guido di Montfort tra gli omicidi. Egli parla del cuore di Enrico, riprendendo una trattazione di Giovanni Villani, come se fosse ancora sul Tamigi e su di esso colasse (l'espressione è ambigua e può significare sia che il cuore è venerato, sia che non è ancora vendicato, perché il Montfort non fu mai punito per quell'omicidio). Infatti il re d'Inghilterra avrebbe ottenuto il cuore del cugino da Filippo III di Francia, che aveva portato via da Viterbo i resti di Enrico, e l'avrebbe quindi messo in un'urna dorata su una colonna del ponte di Londra.